# Johan Sigismund von Møsting
Johan Sigismund von Møsting (2. november 1759 på Nygård, Møn – 16. september 1843 på Frederiksberg) var en dansk gehejmestatsminister. Han var en søn af amtmand Frederik Christian von Møsting.
Møsting havde fra 1813 en fremtrædende stilling som finansminister, chef for Rentekammeret, under Frederik VI og var fra 1814 medlem af Gehejmestatsrådet. Hermed var Møsting en magtfuld person. Årene frem til 1819 regnes som den mest betydningsfulde periode i Møstings lange karriere, hvorunder han fik gennemført betydelige administrative reformer inden for statens finansforvaltning. I 1842 gik han af efter 60 år i statens tjeneste.
Han blev juridisk kandidat 1781, auskultant i Rentekammeret 1782, amtmand i Haderslev østre Amt 1789, præsident i Tyske Kancelli 1804, præsident ad interim i Danske Kancelli 1809-10 og overdirektør ved Rigsbanken januar-december 1813. Fra december 1813 finansminister, præsident i Rentekammeret, medlem af direktionen for stutterivæsenet og Veterinærskolen, fra 1814 tillige af Den afrikanske Konsulatsdirektion, fra 1816 tillige præsident for Statsgældens og den synkende Fonds direktion. Fra alle disse embeder afskedigedes han 2. marts 1831. Han vedblev til februar 1842 at være medlem af Gehejmestatsrådet, i hvilket han var indtrådt i april 1814. Møsting var endvidere medlem af Direktionen for Fonden ad usus publicos og af pensionsdirektionerne (indtil 1842). I årene 1838-43 var han chef for Det Kongelige Bibliotek. Han blev kammerherre 1789, Ridder af Dannebrog 1803, Ridder af Elefanten 1815, ordensskatmester 1808, ordensvicekansler 1826, ordenskansler 1828 og overkammerherre 1840. Han var æresmedlem af Videnskabernes Selskab og Præsident i Det kongelige Nordiske Oldskriftselskab.
Han boede på Frederiksberg i det der nu hedder  Møstings Hus.
Krateret Mösting på Månen er opkaldt efter ham. Dettes satellitkrater, Mösting A, har dannet udgangspunkt for fastlæggelsen af det selenografiske koordinatsystem.
Han er begravet på Frederiksberg Ældre Kirkegård.